# HD 1221
HD 1221，又名CP-76 19，SAO 255650、HR 58，是一颗恒星，视星等为6.49，位于銀經305.79，銀緯-41.02，其B1900.0坐标为赤經0h 11m 20.4s，赤緯-76° -41.02′ 3″。